# 대전 보현사 목조여래좌상
대전 보현사 목조여래좌상(大田 普賢寺 木造如來坐像)은 대전광역시 동구 비룡동, 보현사에 있는 조선시대의 불상이다. 2014년 5월 2일 대전광역시의 유형문화재 제53호로 지정되었다.

## 개요
이 불상은 좌우손이 뒤바뀐 하품중생인 모양으로 머리에 육계의 구분은 명확하지 않으나, 중앙계주와 정상계주가 갖추어져 있다. 약간 구부정한 자세로 얼굴은 원만상이나, 짧아진 목에는 三道 대신 二道만 표현되어있다. 똑바로 내리 뻗은 코와 큰 눈동자 등 강한 느낌의 얼굴표정, 두터워진 법의에 간략해진 옷주름 표현 등 18세기 후반 경 북부경기지역 불상양식을 보여주는 작품이다.

## 참고 자료
- 보현사 목조여래좌상 - 국가유산청 국가유산포털